# Чжанцзяган
Чжанцзяга́н (кит. упр. 张家港, пиньинь Zhāngjiāgǎng, буквально: «порт семьи Чжан») — городской уезд городского округа Сучжоу провинции Цзянсу (КНР).

## История
В 1961 году на стыке уездов Цзянъинь и Чаншу был образован уезд Шачжоу (沙洲县), вошедший в состав Специального района Сучжоу (苏州专区). В 1970 году Специальный район Сучжоу был переименован в Округ Сучжоу (苏州地区). В 1983 году были расформированы город Сучжоу и округ Сучжоу, и образован городской округ Сучжоу. В 1986 году уезд Шачжоу был преобразован в городской уезд Чжанцзяган.

## Административное деление
Городской уезд делится на 8 посёлков.

## Экономика
Чжанцзяган является крупным речным портом, важным зерновым логистическим центром и центром масложировой промышленности (комбинат компании COFCO East Ocean Oils & Grains Industries). Также в уезде базируются автобусный завод Mudan Automobile Group, сталелитейная компания Shagang Group и шинный завод Toyo Tire Corporation.